# التعليم الخاص في الولايات المتحدة
أصبحت برامج التعليم الخاص في الولايات المتحدة الأمريكية إلزامية منذ عام 1975 وذلك عندما أصدر الكونغرس الأمريكي قانون التعليم لجميع الأطفال المعاقين (EHA) ردًا على المعاملة التمييزية من قبل الوكالات التعليمية العامة ضد الطلاب ذوي الإعاقة. ومما هو جدير بالذكر، أنه تم تعديل قانون التعليم لجميع الأطفال المعاقين في وقت لاحق وذلك للتعزيز من حماية ذوي الإعاقة وإعادة تسميته ليكون قانون التعليم للأفراد المعاقين (IDEA). ويشار إلى أن القوانين الاتحادية تطلب من الولايات توفير التعليم الخاص بما يتفق مع المعايير الاتحادية كشرط لتلقي الأموال الاتحادية.
ويشار إلى أن قانون التعليم للأفراد المعاقين يعطي كل طالب الحق في التعليم المجاني العام والمناسب (FAPE) في البيئة الأقل تقييدًا (LRE). ولضمان حق التعليم المجاني والمناسب (FAPE)، قام فريق من المهنيين من وكالة التعليم المحلية بعقد اجتماع مع أولياء أمور الطلاب وذلك من أجل التعرف على الاحتياجات التعليمية الخاصة بالطالب ومن أجل وضع أهداف سنوية للطالب وتحديد المواضع وتعديل البرنامج وفحص الإقامة وتقديم المشورة اللازمة هذا بالإضافة إلى الخدمات الخاصة الأخرى التي يحتاجها الطالب. وقد أصبح الآباء جزءًا لا يتجزأ من الفريق متعدد التخصصات جنبًا إلى جنب مع مهنيي وكالة التعليم المحلية بالتعاون مع أعضاء الفريق من أجل اتخاذ قرارات بشأن الوضع التعليمي. وتُسجل هذه الخيارات في صورة كتابية لتصبح برنامج التعليم الفردي (IEP). وتعتبر المدرسة هي المسئول الوحيد عن تطوير وتنفيذ برنامج التعليم الفردي الذي من دوره أن يلبي معايير وكالات التعليم الأمريكية والاتحادية. وللآباء الحق في رفض خدمات التعليم الخاصة لأطفالهم.
وفي ظل قانون التعليم للأفراد المعاقين، يحق للطلاب ذوي الإعاقة من سن 3 سنوات وحتى 18 أو 21 عامًا فرصة الحصول على خدمات تعليمية خاصة وذلك من خلال منطقتهم المحلية التابعة للمدرسة. ولتلقي خدمات التعليم الخاصة، ينبغي على الطالب تحديد وجود العجز أو عدم القدرة/ القصور الذي يعاني منه في واحدة من 13 فئة محددة بما في ذلك مرض التوحد, والإعاقة التنموية، وصعوبات التعلم الخاصة، والقصور الفكري، والعجز العاطفي و/ أو السلوكي، هذا بالإضافة إلى صعوبة في النطق والكلام، والصم المكفوفين، وضعف البصر, وضعف السمع, فضلا عن العجز البدني أو ضعف في العظام وغيرها من ضعف الصحة (بما في ذلك اضطراب نقص الانتباه), والإعاقات المتعددة ووإصابات الدماغ الشديدة. وبناءً على احتياجات الطلاب الفردية، يمكن إدراجهم، أو دمجهم، أو وضعهم في مدرسة خاصة, و/ أو من الممكن أن يتلقوا العديد من الخدمات المتخصصة في فصول خاصة بهم أو فصل ذاتي التوجيه. وبالإضافة إلى الأهداف الأكاديمية، فمن الممكن أن تتخصص الأهداف التي تم تسجيلها في برنامج التعليم الفردي في الرعاية الذاتية والمهارات الاجتماعية والقدرة البدنية والكلامية فضلًا عن التدريب المهني. ويعتبر وضع البرنامج جزءًا لا يتجزأ من هذه العملية والذي عادة ما يتم تناوله خلال الاجتماع الخاص ببرنامج التعليم الفردي.

## عملية التنفيذ من خلال الفيدرالية التعاونية
تنظم برامج التعليم الخاص على مستوى المقاطعة وفقًا لنموذج الفيدرالية التعاونية وبالتالي يحكم عليها من قبل كل من الدولة والقانون الاتحادي. توضيح المحكمة: 
أية خلافات أو نزاعات حول تطبيق القانون تبدأ في حي المدرسة المحلية ومن الممكن أن تنتقل من خلال عملية القانون الإداري التي تخضع للمراجعة القضائية. وعلاوة على ذلك، تقوم جوانب قانون التعليم الخاص على قانون الحقوق المدنية المتطورة.

## التعليم العام المجاني المناسب (FAPE)
يقصد بالتعليم العام المجاني المناسب التعليم الخاص والخدمات ذات الصلة التي:
- يتم توفيرها على نفقة الدولة وتحت الإشراف والتوجيه العام ودون أي مقابل,
- يكون دورها أن تلبي متطلبات الدولة واحتياجات الأنظمة الاتحادية
- من الممكن أن تشمل مرحلة التعليم ما قبل المدرسة والمدرسة الابتدائية أو المدرسة الثانوية في الدولة المعنية، و
- من الممكن أن تتماشى وتتوافق مع خطة التعليم الفردية المشروعة

راجع 34 CFR 300.17

## البيئة الأقل تقييدًا
يتطلب إلزام توفير البيئة الأقل تقييدًا (LRE) أن يتم تعليم كل طلاب التعليم الخاص مع أقران تتمتع بنموذجية كبيرة إلى أقصى حد ممكن، وفي الوقت نفسه استمرار حصولهم على التعليم العام المجاني المناسب. والهدف من متطلبات البيئة الأقل تقييدًا هو منع عملية التمييز غير الضرورية للطلاب ذوي الإعاقة.. كما تستند البيئة الأقل تقييدًا على طلاب الكونغرس ذوي الإعاقة الذين يميلون إلى أن يكونوا أكثر نجاحا في حالة إبقائهم مع أقرانهم النموذجيين.
وعلى الرغم من ضرورة تعليم طلاب البيئة الأقل تقييدًا وفقا للقانون. إلا أن هناك شيئًا آخر يجب استكشافه وذلك عندما يتعلق الأمر بطلاب البيئة الأقل تقييدًا. فسلوك الطالب هو المفتاح للبيئة الأقل تقييدًا. ففي حالة ما إذا لم يكن السلوك متوافقًا مع البيئة الأقل تقييدًا فمن الممكن معالجتها مع القيود ومع خطة التدخل السلوكي (BIP). وفي هذا الصدد، يتعين على الأنظمة المدرسية أن تسمح لواحد من الأشخاص التالين:: مهني التعليم الخاص وعالم النفس ومتخصص علم السلوك أن يكتب ويدرب المعلمين على هذه الخطة وذلك قبل عملية التنفيذ في الفصول الدراسية. ويشار إلى أن هذه الخطة يجب أن تكون مدمجة ومدرجة في برنامج التعليم الفردي لضمان بيئة تعليمية ناجحة.

## الخدمات ذات الصلة
تشمل خدمات التعليم الخاص ذات الصلة الكلام وعلاج اللغة والعلاج المهني والعلاج الطبيعي. ويمكن تقديم الخدمات في جلسات فردية أو على شكل مجموعات صغيرة في الفصول الدراسية الخاصة بالتعليم العام أو كمجرد تشاور بين مقدم الخدمة وأعضاء الفريق الآخرين. كما يجب على كل مقدم الخدمة ذات الصلة في الفريق أن يتناول أهداف في برنامج التعليم الفردي وكذلك تخصيص وقت محدد للطالب.

## إعداد الخدمات فردية
ينبغي التفكير في البيئة الأقل تقييدًا بشكل أكثر دقة بدءًا من الزملاء في المدرسة وحتى في المنزل.
وما ينبغي فعله هو توفير التعليم المجاني والمناسب في البيئة العامة بأقل قدر من القيود التي يكون من دورها إحراز تقدم كبير.
فالإدراج هو المعيار الذهبي والذي يتم قبوله كأحد أفضل أنواع الممارسات . معظم الطلاب ذوي الإعاقة الخفيفة يقضون معظم يومهم في وضع التعليم العام مع أقرانهم النموذجيين. قد يتم إلزام الطلاب بفترات تعليم كاملة أو جزئية لمساعدتهم في مهامهم. . فبعض الطلاب، وخاصة أولئك الذين لديهم صعوبات في التعلم، من الممكن أن يقضوا بعض الوقت في غرفة الموارد للحصول على التعليم المباشر.